# Korbach
Korbach é um município da Alemanha, situado no distrito de Waldeck-Frankenberg, no estado de Hesse. Tem 123,98 km² de área, e sua população em 2019 foi estimada em 23.458 habitantes.